# Wildkogel
De Wildkogel is een 2224 meter hoge berg in de Oostenrijkse deelstaat Salzburg. Hij ligt ten noorden van het Salzachtal bij de plaatsen Neukirchen am Großvenediger en Bramberg am Wildkogel. De berg ligt in de Kitzbüheler Alpen.
In de winter bevindt zich hier een groot skigebied met 75 kilometer aan skipistes, 47% blauw, 40% rood en 13% zwart. De hoogste lift komt tot 2150 meter. Om boven te komen zijn er een kabelbaan, vier stoeltjesliften en negen sleepliften.
Op de berg is ook een veertien kilometer lange rodelbaan en de langste loipe van de deelstaat Salzburg van 200 kilometer.
In de zomer zijn er mogelijkheden voor bergwandelen, mountainbiken en parapenten.